# نوربرت دورسي
نوربرت دورسي (بالإنجليزية: Norbert Dorsey)‏ هو كاهن كاثوليكي وأستاذ جامعي كوبي وأمريكي، ولد في 14 ديسمبر 1929 في سبرينغفيلد في الولايات المتحدة، وتوفي في 21 فبراير 2013 في أورلاندو في الولايات المتحدة.